# Andrew Aitken
Pour les articles homonymes, voir Aitken.
Pas d'image ? Cliquez ici

a Compétitions nationales et continentales officielles uniquement.

b Matchs officiels uniquement.
Dernière mise à jour le 11 novembre 2021.
Andrew Douglas Aitken, né le 10 juin 1968 à Durban (Afrique du Sud) est un joueur de rugby à XV international sud-africain, évoluant au poste de flanker.
Il commence sa carrière internationale avec les Sprinboks contre les Français en 1997.

## Palmarès
- Tri-nations 1998
- 7 sélections entre 1997 et 1998
- Sélections par saison :  2 en 1997, 5 en 1998.